# بوسي هيل (باركشير)
بوسي هيل (بالإنجليزية: Bowsey Hill)‏ هي قرية تقع في المملكة المتحدة في جنوب شرق إنجلترا.